# ذخیره‌گاه طبیعی بوغیلی
ذخیره‌گاه طبیعی بوغیلی (به قزاقی: Bugyly Nature Reserve) یک ذخیره‌گاه طبیعی در قزاقستان است که در شهرستان شت واقع شده‌است.